# Tenebroides collaris
Tenebroides collaris là một loài bọ cánh cứng trong họ Trogossitidae. Loài này được Sturm miêu tả khoa học năm 1807.